# Flavius Aëtius
Flavius Aëtius (født ca. 395, død 21. september 454) var en vestromersk hærfører under kejserne Honorius, Johannes og Valentinian III. Han huskes især for at have ledt de romerske og germanske styrker til sejr over Attila og hans hunniske krigere ved Slaget ved Chalons i 451. Aëtius var en af de mest fremtrædende skikkelser i årene før det Vestromerske Riges undergang og kaldes af og til for "den sidste romer". Hans søn var blevet forlovet med Valentinians datter, men alligevel nærede kejseren mistro til Aëtius' loyalitet og myrdede ham. Et halvt år senere blev Valentinian selv myrdet. 
| Biografi | Spire Denne biografi er en spire som bør udbygges. Du er velkommen til at hjælpe Wikipedia ved at udvide den. |

1. ↑  Navnet er anført på svensk og stammer fra Wikidata hvor navnet endnu ikke findes på dansk.